# Hongkongs damlandslag i fotboll
Hongkongs damlandslag i fotboll representerar Hongkong i fotboll på damsidan. Dess förbund är Hong Kong Football Association.